# Olympisches Komitee der UdSSR
Das Nationale Olympische Komitee der UdSSR (russisch Национальный Олимпийский комитет Союза Советских Социалистических Республик – НОК СССР) war das Nationale Olympische Komitee der Sowjetunion.

## Geschichte
1922 löste zunächst die Sowjetunion das Olympische Komitee auf und boykottierte die Spiele bis in die 1940er Jahre aus ideologischen Gründen. Um jedoch im Kalten Krieg die "Sozialistische Überlegenheit" auch im Sport zu zeigen, geriet ab Ende des Zweiten Weltkrieges zunehmend auch der internationale Sport in das Interesse der Regierung. 1946 trat die Sowjetunion erstmals internationalen Sportverbänden bei und schaffte damit die Grundlage zur Schaffung eines NOKs.
Überlegungen, die Gründung des Komitees noch vor den Olympischen Spielen 1948 durchzuführen, um an den Spielen teilzunehmen, wurden verworfen, da die Vorbereitung der Athleten den Sportfunktionären für die erwünschten Platzierungen nicht ausreichten.
Am 7. Mai 1951 wurde das Komitee dann gegründet, jedoch mit dem beabsichtigten Ziel erst bei den Sommerspielen 1952 teilzunehmen und die Winterspiele auszulassen. Dieser Schritt wurde von der internationalen Sportgemeinschaft nicht nur positiv aufgenommen, sondern wurde teilweise von dieser sogar auch angetrieben.
Ab den 1970ern bewarb sich das NOC mehrfach für die Ausrichtung der Olympischen Spiele und erhielt 1974 die Zusage, die Olympischen Sommerspiele 1980 in Moskau auszurichten.

## Präsidenten
- 1951–1977: Konstantin Andrianow
- 1977–1983: Sergei Pawlow
- 1983–1990: Marat Gramow
- 1990–1992: Witali Smirnow